# Adolf Leweke

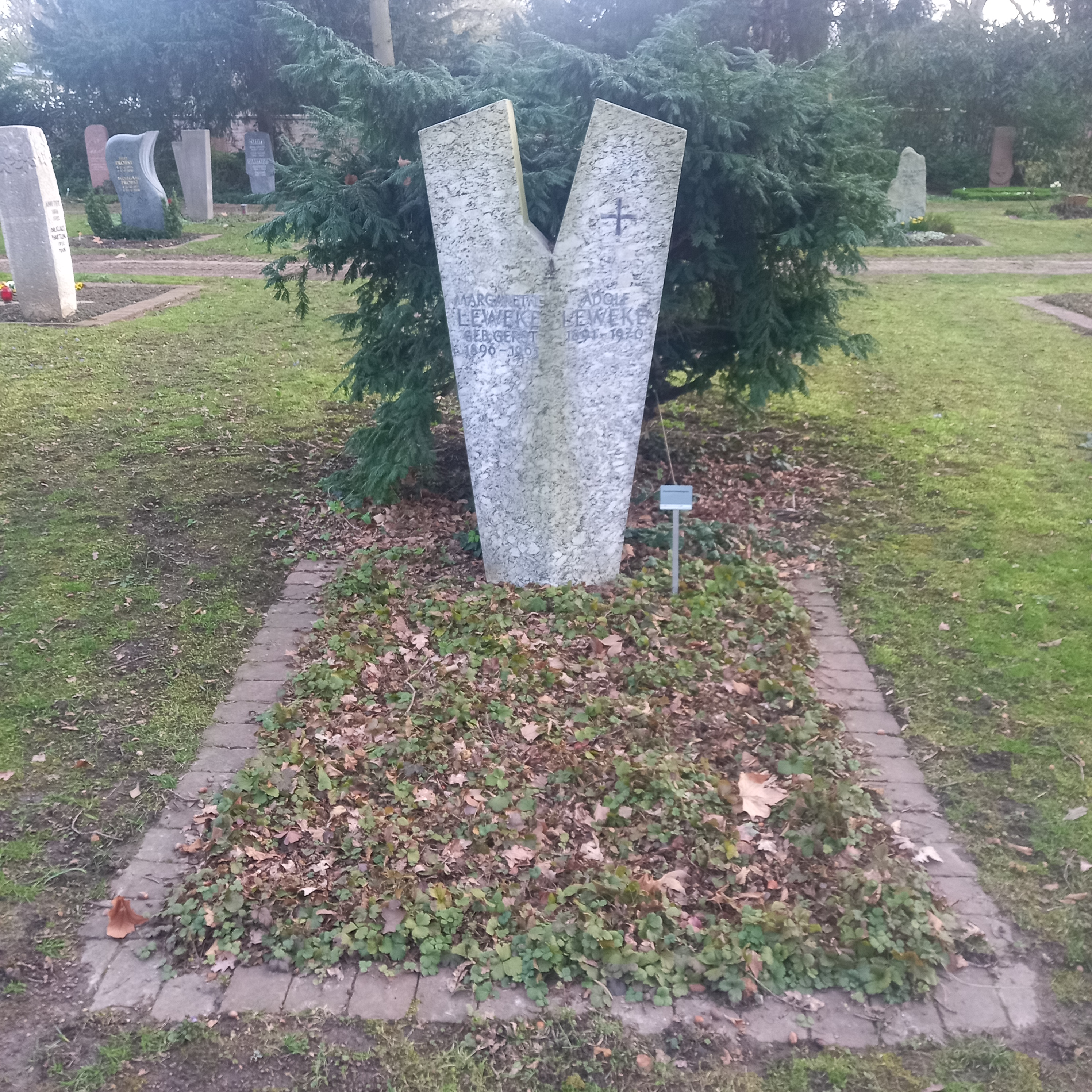
Das Grab von Adolf Leweke und seiner Ehefrau Margarethe geborene Gerst auf dem Hauptfriedhof (Frankfurt am Main)

Adolf Leweke (* 18. Dezember 1891 in Elberfeld; † 23. Februar 1970 in Remagen) war ein hessischer Politiker (Zentrum, CDU) und ehemaliger Abgeordneter der Verfassungberatenden Landesversammlung Groß-Hessen.

## Leben
Adolf Leweke besuchte die Volksschule und Mittelschule und danach die Akademie der Arbeit und Ingenieurschule. Beruflich arbeitete er als Lokomotivführer und seit 1921 als Vorstandsmitglied der Gewerkschaft der Eisenbahner in Berlin. 1925 wurde er Geschäftsführer der Frankfurter Theatergemeinde und des Landesverbandes Hessen des Bühnenvolksbundes e. V. und Direktor der Wanderbühnen des Bühnenvolksbundes in Südwestdeutschland. Ab Kriegsbeginn arbeitete er bei VDM (Vereinigte Deutsche Metallwerke) in Frankfurt-Heddernheim. Weiterhin arbeitete er als Schriftleiter, Verlagsangestellter, Normen-Ingenieur und Ministerialrat. 1952 wurde er Hauptabteilungsleiter beim DGB-Vorstand in Düsseldorf.
Adolf Leweke war bis 1933 Mitglied des Zentrums und des Windthorstbundes.
Zum 23. Mai 1933 trat er in die NSDAP ein.
1945 gehörte er zu den Gründungsmitgliedern der CDU. 1945/46 war er Vorsitzender des Frankfurter Bürgerrates und nach den ersten freien Kommunalwahlen von 1946 bis 1952 Stadtverordneter in Frankfurt am Main sowie stellvertretender Stadtverordnetenvorsteher von 1946 bis 1948.
Vom 26. Februar 1946 bis zum 14. Juli 1946 war er Mitglied des Beratenden Landesausschusses Groß-Hessen und vom 15. Juli 1946 bis zum 30. September 1946 Mitglied der Verfassungberatenden Landesversammlung Groß-Hessen.

## Familie
Adolf Leweke war mit Margarethe, geborene Gerst (1896 bis 1965) verheiratet. Trauzeuge bei der Hochzeit 1922 in Berlin 1922 war Jakob Kaiser. Adolf Leweke ist Vater des Frankfurter Journalisten Wendelin Leweke (1927 bis 1996), sein zweiter Sohn Adolf (1923 bis 1993) war Architekt in Kaarst.
Sein Schwager Wilhelm Karl Gerst war einer der Gründer der Frankfurter Rundschau.

## Ehrungen
Die Adolf-Leweke-Straße in Frankfurt-Eckenheim ist nach ihm benannt.